# أليكس شامبرز
أليكس شامبرز (بالإنجليزية: Alex Chambers)‏ هي عالمة فيزياء فلكية وعالمة فلك أسترالية، ولدت في 28 أكتوبر 1978 في نيوساوث ويلز في أستراليا.

## وصلات خارجية
- أليكس شامبرز على موقع يو إف سي (الإنجليزية)
- أليكس شامبرز على موقع شيردوغ (الإنجليزية)
- أليكس شامبرز على موقع IMDb (الإنجليزية)